# Тодор Колев (футболист, р. 1942)
Тодор Колев (роден на 29 април 1942 г.), наричан по прякор Токата, е български футболист, който играе като защитник и дефанзивен полузащитник. Основната част от кариерата му преминава в Локомотив (София). Той е по-малък брат на легендата на ЦСКА (София) Иван Колев.
Колев има 249 мача в А група за ЦСКА (София), Ботев (Враца), Локомотив (София) и ЖСК Славия. От 1967 г. до 1970 г. записва 11 участия с един гол за националния отбор на България. Участник на Световното първенство в Мексико през 1970.

## Биография
Тодор Колев започва кариерата си в ЦСКА (София), където обаче не успява да се утвърди като основен футболист. През 1965 г. преминава в Ботев (Враца). Там се изявява успешно и година по-късно е привлечен в Локомотив (София).
Заради силните си игри с „железничарите“ през 1967 г. дебютира за националния отбор. Това се случва на 12 ноември в квалификация за Евро'1968 срещу Швеция, която България печели с 3:0.
В началото на 1969 г. Колев става част от обединения състав на ЖСК Славия след принудителното сливане на Локомотив (София) и Славия (София). През есента на същата година взема участие в знаменитите мачове в турнира за Купата на панаирните градове с испанския Валенсия, който „белите“ елиминират с общ резултат 3:1. На 17 септември 1969 г. бележи от дузпа втория гол при домакинската победа с 2:0, а след това играе и на реванша в Испания, който завършва 1:1. За ЖСК Славия записва общо 5 мача с 1 гол в евротурнирите.
След като Славия и Локомотив (София) отново се разделят през 1971 г. той се завръща при „железничарите“, където играе до прекратяването на състезателната си кариера през 1975 г.